# Почётный знак МИД Польши «Bene Merito»
Почётный знак МИД Польши «Bene Merito» (пол. Odznaka Honorowa Bene Merito, с лат. - Bene Merito - «достойный награды») — ведомственная награда Министерства иностранных дел Польши. Учреждена 5 ноября 2009 года.
Первое награждение знаком состоялось во время празднования Дня дипломатической службы Польши в ноябре 2009 года.

## Описание
Серебряная медаль диаметром 38 мм. На лицевой стороне — орел в короне.  В верхней части надпись Bene Merito, в нижней MSZ RP. С обратной стороны медали — пять строк с надписью «Польша» на разных языках. Медаль крепится к колодке, обтянутой красной (рубин) лентой шириной 38 мм, с полосами шириной 3 мм из слоновой кости по краям.
Знак носится на левой стороне груди,
| Медаль | Оборотная сторона |
| ------ | ----------------- |
|        |                   |
| 100px  | 100px             |